# Pintures de Pedret
Les Pintures de Pedret són un conjunt de pintures murals que pertanyen al conjunt de decoració mural de l'església de Sant Quirze de Pedret. El conjunt està repartit entre el Museu de Solsona (absis central) i el MNAC (absidioles). També en queden restes in situ.
A partir d'aquestes pintures es va donar nom a un grup de pintures relativament homogeni, de l'entorn del 1100, relacionat estilísticament amb Itàlia, caracteritzat pels records de l'època antiga, i ple de trets iconogràfics romans d'Orient; és l'anomenat Mestre de Pedret.
Les petites dimensions de l'església de Sant Quirze de Pedret i el fet que estiguin en un lloc apartat no resten de la seva importància real ja que aquestes pintures donen lloc a un dels blocs estilístics de més qualitat i més personalitat de la pintura romànica catalana, molt estudiades i amb una àmplia bibliografia.

## Contextualització
A finals del segle xi, la pintura mural romànica del nord d'Itàlia entra a Catalunya amb una difusió semblant a la de l'arquitectura romànica llombarda. L'actuació de pintors italians acompanya, doncs, l'arquitectura, i aviat hi obté un ressò important.
L'exemple més clar d'aquesta pintura relacionada amb la Llombardia és el conjunt de Sant Quirze de Pedret, estilísticament proper a les pintures de Sant Pere d'Àger, Santa Maria d'Àneu i Sant Pere del Burgal, i amb les de Saint-Lizier de Coserans (França), conservades in situ. La qualitat de les pintures romàniques de Pedret indicaria així com la seva envergadura iconogràfica que darrera no només hi havia un mentor destacat, sinó també algú que en pogués sufragar l'obra, un noble probablement relacionat amb la casa comtal de Berga-Cerdanya.

## Història patrimonial
A causa de les vicissituds de la seva extracció, amb la finalitat de preservar-les millor, actualment el conjunt mural de Pedret es conserva fragmentat: una part és al Museu Nacional d'Art de Catalunya de Barcelona (absidioles laterals) i l'altra al Museu Diocesà i Comarcal de Solsona (absis central i fragments de la decoració dels murs).
L'última restauració de l'església (1989-1995) ha posat al descobert restes de les pintures originals a la nau i absis centrals així com a l'absidiola nord. Aquest conjunt és important per tres raons bàsiques: pel seu alt nivell de qualitat artística; per ésser el màxim exponent de la primera influència italiana en la pintura romànica catalana; i pel seu complex programa iconogràfic, que el fa únic en la pintura mural romànica catalana.

## Cronologia
El conjunt pictòric data de l'entorn de l'any 1100 (cronologia fixada per Joan Ainaud). Cal fer esment de les pintures primitives d'aquesta església de les quals es conserven dos fragments al Museu de Solsona. Un d'ells representa la figura de l'Orant, situada dins un cercle i acompanyada del paó, símbol de la immortalitat. L'altre fragment, al qual la historiografia ha donat diversos significats, té representat, també dins un cercle, un cavaller, un colom que cavalca sobre un paó que s'acosta a un carroll de raïm, fruit de la Redempció.
L'alta qualitat del conjunt pictòric permet de parangonar la decoració de la petita església del Berguedà amb conjunts pictòrics italians; conjunts de tanta importància com els anteriors cronològicament de San Vicenzo a Galliano o les de Civate. Aquesta comparació amb conjunts italians converteix Pedret en el paradigma d'aquesta influència a Catalunya.
La riquesa i varietat temàtiques, juntament a l'elecció excepcional de certes imatges, situen Pedret entre les obres més importants fetes a Catalunya durant el període romànic.

## Descripció

### Absis central
Subjacent a les pintures murals romàniques, a l'absis de la nau central, es van trobar dos fragments de pintura preromànica, possiblement de finals del segle x o principis del segle XI. Aquestes pintures també van ser extretes i els originals es troben actualment al Museu Diocesà oi Comarcal de Solsona. A l'església de Sant Quirze de Pedret n'hi ha una recreació. Són anomenades, respectivament, el Cavaller i l'Orant.
- A l'esquerra del fons de l'absis, una creu de braços radials amb un cercle al mig. Dins del cercle, hi ha un cavaller amb una llança guarnida amb un estendard. Al cap porta un elm cònic amb nasal. Al seu costat hi ha una figura i un gos. També porta una creu sobre el cap.

Damunt el cavall, hi ha un ocell que picoteja un raïm i que en porta un altre a l'esquena. El cercle i els braços de la creu tenen com a decoració motius vegetals i geomètrics. Fora del cercle, al costat esquerre, hi ha un home amb una barba en posició de sostenir sobre el pit un llibre. A l'altre costat, hi ha la figura d'un home nu amb un genoll a terra sostenint un bastó i amb una foguera al davant, que podria ser el dimoni.
- A la dreta de la finestra de l'absis, hi ha una figura que representa l'orant, personatge masculí amb barba, túnica i braços estesos, dins d'un cercle decorat amb motius de zigzaguejants. Sobre el cercle hi ha un paó.

Sobre d'aquestes, hi havia pintures les romàniques del segle xi que varen ser traslladades al Museu Diocesà i Comarcal de Solsona el 1940. A la nau central, hi havia unes pintures amb fragments del que devia ser el martiri de sant Quirze i santa Julita, sants titulars de l'església.
Els frescos de Pedret van ingressar l'any 1940 al museu solsoní després de l'arrencament que es va realitzar amb la tècnica coneguda com a strappo. Els mestres del romànic no pintaven directament sobre la paret sinó al damunt d'una capa de morter: per aquest motiu, al segle XX es van poder arrencar dels seus emplaçaments originals amb un sistema que cobreix la pintura d'una cola soluble amb l'aigua i que serveix per desprendre les pintures de la capa superficial de l'enlluït sense malmetre-les.

### Absidiola sud
A l'absidiola del sud hi ha una reproducció de les pintures romàniques que varen ser traslladades al MNAC el 1922. S'ha fet una simulació del seu estat original amb els vius colors que devien tenir fa 1.000 anys. Representen una màndorla que envolta una imatge entronitzada de la Mare de Déu del nen; a l'esquerra de la finestra, hi ha la paràbola de les verges prudents i a la dreta, les verges nècies i l'Església personificada. La part inferior està decorada amb una greca i cortinatges.
A l'absidiola nord, hi ha una reproducció de les pintures romàniques de finals del segle xi que varen ser arrencades el 1922 i que es conserven al MNAC a Barcelona.

## Anàlisi de les pintures murals
El primer factor a destacar es que tot i haver estat un conjunt pictòric dels més rellevants dins de la pintura romànica catalana, encara ens poden reportar sorpreses, tal com s'ha demostrat amb la identificació recent de Sant Joan a Patmos representat prop dels genets de l'Apocalipsi.
Així s'al·ludeix al judici final, ja que només els que estiguin preparats podran entrar a la casa del Senyor. Va incorporar-se al fons del MNAC amb el número de registre 015874-000.
A la volta, s'hi representa la Mare de Déu amb el nen, en bust, mentre que al mur apareix la paràbola de les verges prudents i les verges fàtues (Mt. 25,1-13), les primeres assegudes a la taula al costat de Crist, les segones dretes a fora.
El conjunt presenta un important cicle apocalíptic en què es relaciona de manera poc freqüent el tema del judici final, 
Segons aquesta paràbola, recollida en l'Evangeli de Mateu (25:1-3), que està representat a l'intradós de l'arc, sols els que estiguin preparats podran entrar a la casa del Senyor, és a dir, al regne del cel. Les verges prudents, previsores, que han portat oli per a les seves llànties, es representen assegudes a la taula de l'espòs i duen la corona, símbol de la vida eterna. En canvi, les verges fàtues, que no porten oli per a les llànties, es representen dempeus i sense corona. A la volta de l'absidiola, apareix una Mare de Déu en majestat, com a Virgo prudentissima, i a la dreta de l'entrada, una personificació de l'Església que també porta corona.
Les restes de pintura de l'absis lateral esquerre s'han interpretat com el conjunt dels apòstols presidits per Pere, cap de l'Església de Roma, que accentua la importància de la doctrina de l'Església i de la reforma gregoriana.

### Iconografia
Pel que fa al programa iconogràfic de les pintures de Pedret, constitueix, sens dubte, el conjunt de temàtica apocalíptica de pintura mural més extens i complex de Catalunya. Cicle apocalíptic que pertany a la família europea, amb antecedents immediats a la Bíblia de Rodes. Acompanyen i es relacionen amb el cercle apocalíptic de l'absis central, la decoració de les absidioles: la paràbola de les verges prudents i les nècies, com al·legoria de les ànimes de l'església universal, tema vinculat al Judici Final. La presència de l'església entronitzada, es relaciona amb la iconografia de l'altra absidiola, la càtedra de Sant Pere i el col·legi apostòlic.Veus més autoritzades han estudiat les pintures del santuari, que descriurem com a iconografia de tipus clarament romana.

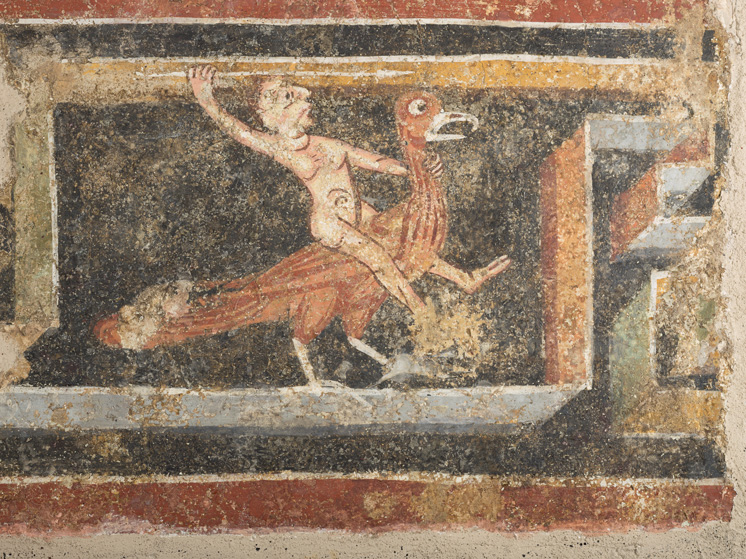
Petita mostra de les pintures de Pedret després de la seva restauració.

A la volta del santuari es pintà la Maiestas Domini envoltada pel Tetramorf, que els ancians de l'apocalipsi, a la paret del fons, adoraven. El tron buit amb el llibre de la revelació apareix sobre la finestra absidal, damunt la qual hi ha restes dels set canelobres que devien envoltar l' Anyell. Als costats del santuari, Sant Joan, el vident, i l'obertura dels segells del Llibre de l'apocalipsi: l'aparició dels genets i la visió de les ànimes dels màrtirs vora l'altar, preparats per al banquet celestial i la multitud de salvats presentats per sengles serafins. A l'arc triomfal hi havia les ofrenes i el fraticidi.
Quant a la iconografia de la part frontal, on sobre l'absis, la que es veu des de la nau, ha estat molt menys estudiada: la testa nimbada de l'àngel que presideix, el sacrifici d'Isaac i la passió de Sant Quirze i Santa Julita que s'hi representa.
A la part superior d'aquesta paret hi havia una greca de gran envergadura, de meandres d'esvàstiques dobles i policromades sobre fons negre, alternats amb rectangles de fons vermell on hi ha tot un seguit de sants i màrtirs tots els quals devien estar identificats amb sengles d'inscripcions, però tan sols se n'ha conservat la que resa "Pierio". Aquest sant, que no tingué mai culte ni a la Tarraconense ni a Hispània, era un prevere d'Alexandria, visqué sota el pontificat del bisbe Teonas i fou cèlebre per les seves virtuts intel·lectuals i morals. La seva inclusió a Pedret, doncs, ha d'obeir a altres raons, segurament als models iconogràfics i de repertori que tenien els pintors, més que no pas a una exigència específica del comitent. Al centre d'aquesta, sobre l'obertura de l'arc del santuari, s'hi representava el cap nimbat d'un àngel, una de les ales del qual, tot i que està malmesa, es veu ben clara. S'havia arribat a dir que podia ser el rostre de Déu, però finalment es va descartar ja que si no no duria ales.

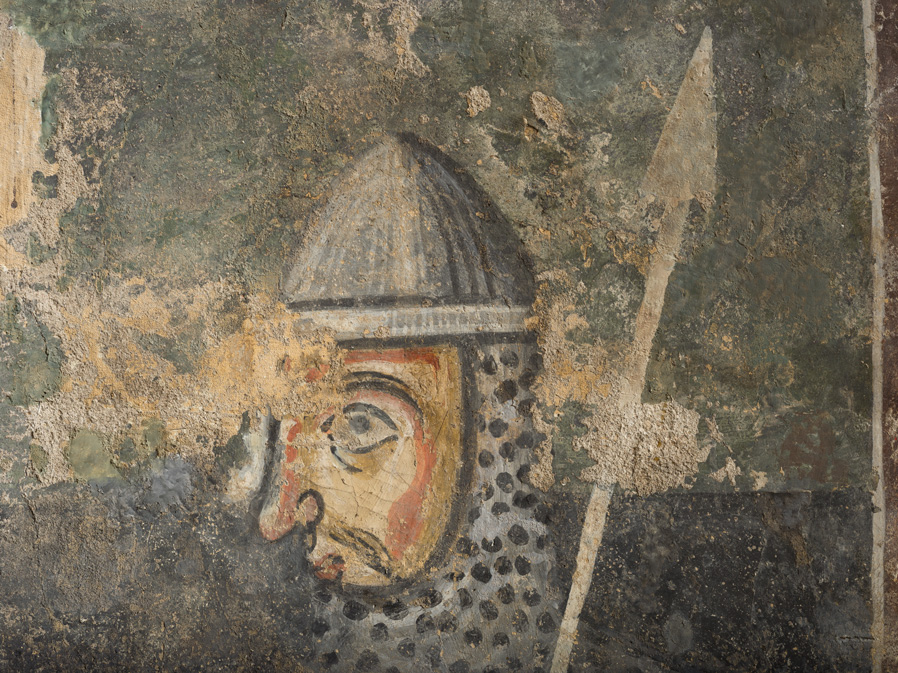
Escena de les pintures de Pedret on s'aprecia el soldat amb l'elm i la llança.

De l'escena que li feia pendant a la banda de l'epístola, en resta només la figura d'un soldat armat amb llança, elm i escut, representat de perfil, girat cap al seu davant, on hi ha les restes d'un personatge vestit amb una túnica talar que duia nimbe de santedat.
A l'escena del costat de l'epístola, de la qual falta més de la meitat, es conserva només el bocí de dalt a la dreta, amb la part superior dels dos màrtirs: Quirze, de qui només es veu la part de dalt del cap, dels ulls en amunt, i rere seu Julita, on s'hi pot apreciar inscripció a la vora, amb el tors nu i els braços estesos vers la llum que els arriba del cel. El cap de la, està situat més amunt, amb la qual cosa es devia voler indicar les edats respectives. Al costat d'ella, vora la franja perlada d'emmarcament, hi ha les restes d'una inscripció, "CAR...", que, tal com s'ha dit, deu fer referència al botxí, "CARNIFEX". Aquesta escena s'ha interpretat com la mort i la promesa de glòria dels sants. Tot és d'un marcat caràcter eucarístic, en el qual el martiri i el sacrifici són camins per poder assistir a banquet celestial.

## Galeria

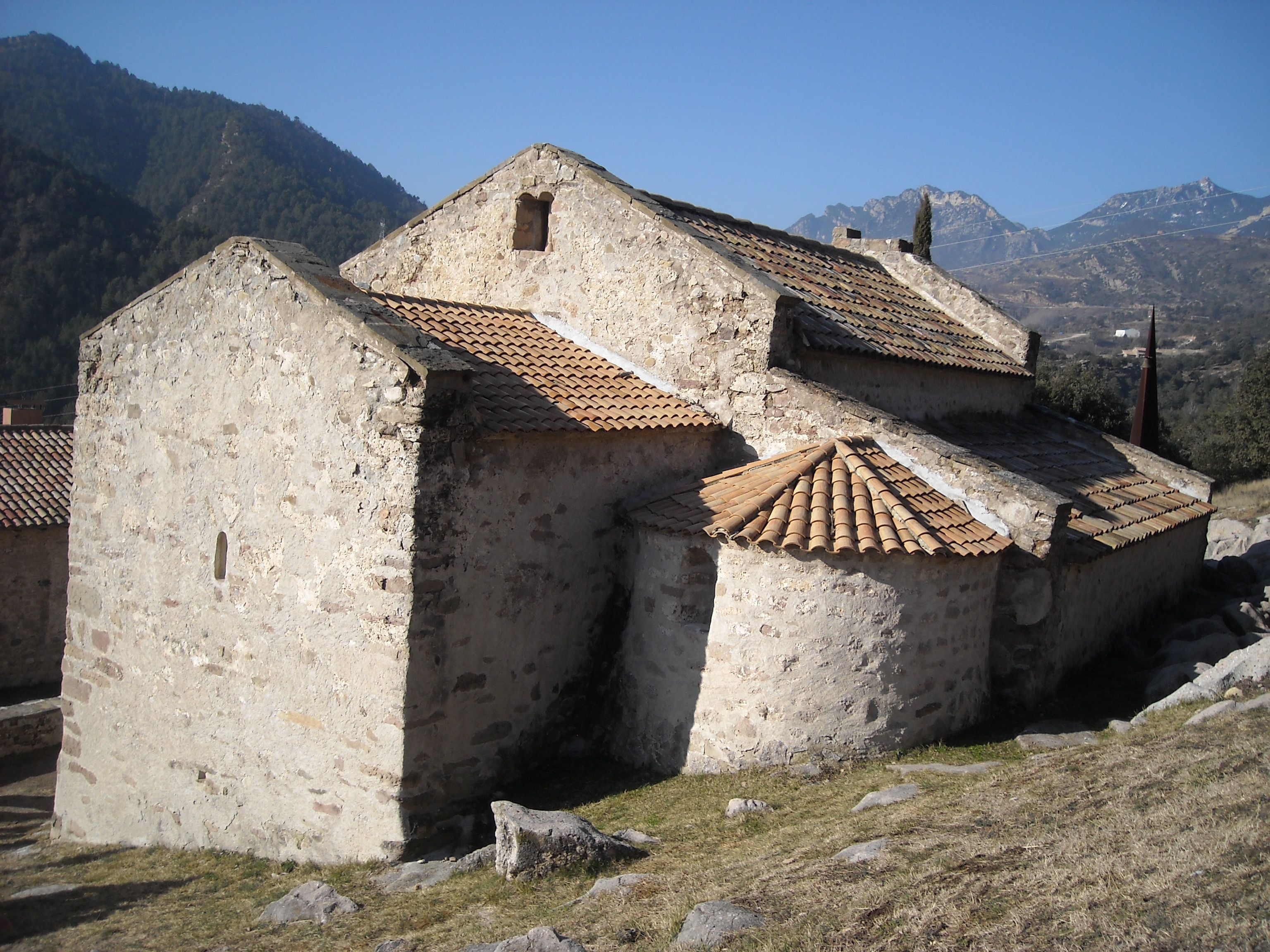
Sant Quirze de Pedret
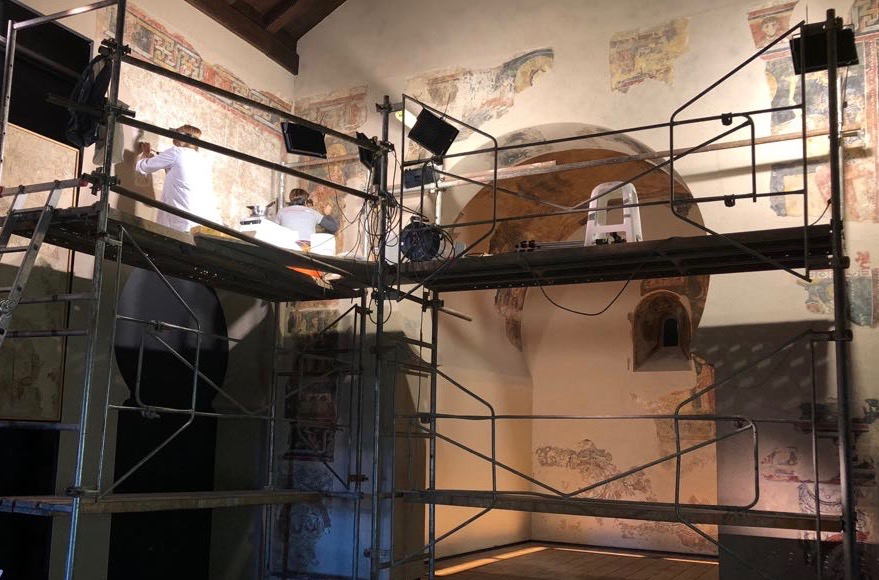
Procés de restauració de les Pintures murals de Sant Quirze de Pedret.
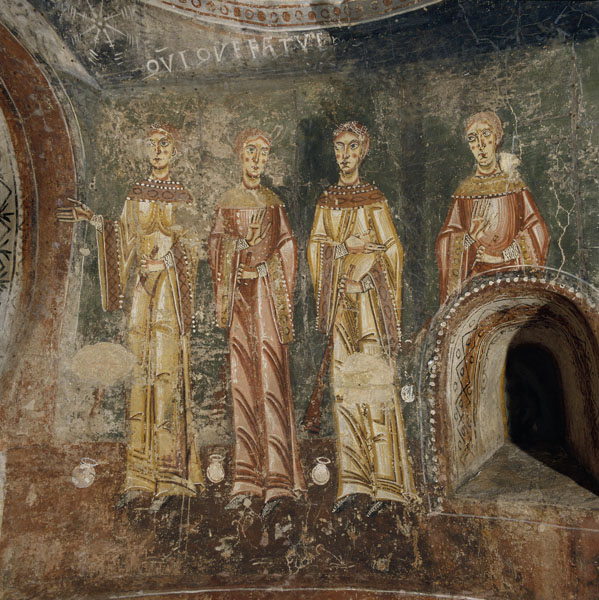
Pintures de Pedret- Absis sud de Pedret. Situades ara al Museu d'art nacional de Catalunya.